# Юрхямяярви
Юрхямяярви (фин. Jyrhämäjärvi) — озеро в безлюдной местности Кандалашского района на юго-западе Мурманской области (Кольский полуостров) вблизи российско-финской границы. Абсолютная высота — 249 м. Длина приблизительно 1,75 км, ширина около 1 км. Длина береговой линии — 7,9 км. В озеро впадают 3 ручья и озеро Нилуттиярви. Через озеро проходит река Вуоснайоки.
На восточном берегу озера Юрхямяярви располагается стратотипический разрез Юрхямяярвинской свиты.